# Confraternita di Misericordia di Castelnuovo di Garfagnana
La Confraternita di Misericordia di Castelnuovo di Garfagnana è una confraternita laica di carità e assistenza di Castelnuovo di Garfagnana.
Sorse in un periodo di risveglio religioso, sia a livello nazionale che locale: in Garfagnana era attivo in quegli anni un famoso predicatore, il beato Ercolano, ancora oggi venerato nella valle; sulla sua scia, molti altri religiosi si dedicarono all'evangelizzazione del popolo garfagnino.
Fu proprio uno di loro, fra Francesco Corso, francescano, che nel 1451, constatato il degrado dell'ospedale cittadino, ispirò l'istituzione della "Compagnia della Santa Croce", in cui si sarebbero fusi l'amor per Dio e l'amor per il prossimo; il vescovo di Lucca approvò i capitoli della Compagnia nel 1472.
A metà del Cinquecento la Compagnia si dotò di un proprio oratorio, all'interno delle mura, addossato al campanile del Duomo; nella stessa zona venne approntato un ospedale, gestito dai confratelli.
In quel periodo vennero riconosciuti alla Santa Croce importanti privilegi, anche grazie all'interessamento di Giuseppe Campori, devoto confrate, e di suo fratello Cardinal Pietro Campori, il quale per di più donò alla Santa Croce diverse importanti reliquie: secondo la tradizione, si sarebbe trattato di un pezzo del legno della santa croce, del latte della Vergine, parte del velo della beata Vergine e alcune reliquie degli apostoli Pietro, Paolo, Andrea, Bartolomeo e Giacomo; sempre il confrate Giuseppe fu fra gli artefici dell'affiliazione della Compagnia alla confraternita di San Marcello di Roma, dando vita ad un rapporto che si rivelerà saldo ed importante negli anni a venire.
I compiti principali della compagnia saranno quelli di prestare servizi di trasporto dei malati, di curare l'ospedale e di accompagnare i feretri dei defunti.

## La storia recente
La compagnia cambiò il suo nome in Carità Cristiana attorno al 1810, in un periodo in cui la dominazione napoleonica, che coinvolse pesantemente la Garfagnana, rendeva difficile l'esistenza degli enti religiosi; a partire dagli anni venti del secolo, comincerà ad affacciarsi il nome di Misericordia.
Nel 1922 si decise di regolarizzare la posizione della compagnia, chiedendone la trasformazione in società di mutuo soccorso, sotto il nome di "Società della Carità Cristiana, Pubblica Assistenza, Misericordia"; più tardi, diverrà "Regia Misericordia".
Nel 1944, sotto i bombardamenti che lacerarono Castelnuovo, anche l'associazione venne duramente colpita: l'oratorio nel centro cittadino fu raso al suolo, come l'attiguo piccolo ospedale; tutto quel che fu possibile recuperare dalle macerie, andò a ornare e ad arricchire la nuova chiesa della Misericordia, prontamente ricostruita in periferia, vicino all'attuale centro di coordinamento della confraternita.
Nel 1959 il nuovo ospedale cittadino, sito sul Colle dei Cappuccini, inaugurato alla presenza del Presidente della Repubblica Giovanni Gronchi, assunse il nome di Santa Croce: esso andava a sostituire il precedente, distrutto anch'esso dalle bombe della seconda guerra mondiale.
In questi anni si andò riorganizzando il movimento delle Misericordie in tutta la Garfagnana: fra le altre, nel 1972 nacque la Fraternita di Misericordia di Vagli Sopra, nel 1974 quella di Minucciano, nel 1981 quella di Piazza al Serchio, nel 1984 quella di Careggine e nel 1991 quella di Camporgiano. Molte altre ne seguirono.
Dopo un periodo di involuzione, la Confraternita di Castelnuovo si riappropriò della propria storia negli anni novanta: nel 1993 assunse la denominazione attuale di "Confraternita di Misericordia di Castelnuovo di Garfagnana", e nel 1996 firmò una convenzione con l'U.S.L. assumendo la responsabilità del servizio 118.

## =Bibliografia
- Mariano Verdigi, La Misericordia di Castelnuovo dal Medioevo al Duemila - Memorie, 2006.